# Alan Menken
Alan Irwin Menken (sinh ngày 22 tháng 7 năm 1949) là một nhà soạn nhạc kịch, nhà soạn nhạc phim và một nghệ sĩ piano người Mỹ.
Menken được biết đến nhiều nhất với phần âm nhạc được ông soạn cho các bộ phim do Walt Disney Animation Studios sản xuất. Các bản nhạc cho các bộ phim Nàng tiên cá, Người đẹp và quái vật, Aladdin, và Pocahontas mỗi phim mang lại cho ông hai giải Oscar. Ông cũng là người soạn nhạc cho các phim The Hunchback of Notre Dame, Hercules, Home on the Range, The Shaggy Dog, Chuyện thần tiên ở New York (Enchanted), và gần đây nhất, Nàng công chúa tóc mây (Tangled). Menken đã có một số lần cộng tác với các nhà viết lời bài hát bao gồm Howard Ashman, Tim Rice, Glenn Slater, Judy Rothman, và Stephen Schwartz. Với tám giải Oscar (bốn giải "Nhạc phim gốc hay nhất" và bốn giải "Bài hát gốc hay nhất"), Menken là người giành được nhiều giải Oscar thứ hai trong hạng mục âm nhạc chỉ sau Alfred Newman, người đã giành được chín giải Oscar.

## Cuộc đời và sự nghiệp
Menken sinh ra ở thành phố New York trong một gia đình người Do Thái, là con trai của Judith và Norman Menken, một nha sĩ. Ông bộc lộ sự thích thú với âm nhạc từ khi còn nhỏ, ông học chơi đàn piano và violin. Ông theo học tại trường trung học New Rochelle ở New Rochelle, New York. Lên đại học, ban đầu ông học ngành y dược, nhưng sau đó chuyển trọng tâm của mình sang lĩnh vực âm nhạc ở khoa Steinhardt thuộc trường Đại học New York. Sau khi tốt nghiệp đại học, ông tham gia vào nhạc viện BMI Lehman Engel Musical Theater Workshop. Ông biểu diễn khá thường xuyên tại các câu lạc bộ địa phương, sáng tác bài hát và nhạc trên đài phát thanh và là người đệm đàn.
Vào cuối những năm 1970, Menken biên soạn nhạc cho một số buổi biểu diễn đã được diễn thử rất thành công, nhưng tiếc là không được sản xuất. Sản phẩm chuyên nghiệp quan trọng đầu tiên của Menken là một tác phẩm viết cùng với Ashman cho vở kịch của WPA Theater tại Off-Broadway năm 1979 mang tên God Bless You, Mr. Rosewater, phỏng theo tiểu thuyết của Kurt Vonnegut. Tác phẩm này được đón nhận nồng nhiệt, nhưng ba năm sau, ông còn giành được những thành công vang dội hơn thế với vở nhạc kịch tại Off-Broadway năm 1982 mang tên Little Shop of Horrors, một lần nữa cùng với Ashman, tác phẩm đã giúp ông giành được một đề cử giải Drama Desk Award. Little Shop sau đó được chuyển thể thành một bộ phim khá thành công và được biểu diễn ở nhà hát Broadway.
Vào năm 1983, Menken nhận được giải thưởng BMI Career Achievement Award vì những đóng góp của ông cho lĩnh vực nhạc kịch, bao gồm Little Shop of Horrors, God Bless You, Mr. Rosewater, Real Life Funnies, Atina: Evil Queen of the Galaxy (sản xuất trong xưởng với tên gọi Battle of the Giants), Patch, Patch, Patch, và những đóng góp của ông cho rất nhiều vở kịch thời sự trong đó có Personals và Diamonds. Năm 1987, một bài nhạc kịch phỏng theo tác phẩm The Apprenticeship of Duddy Kravitz, với phần lời được viết bởi David Spencer, được sản xuất ở Philadelphia. Năm 1992, nhà hát WPA Theatre sản xuất tác phẩm Weird Romance của Menken, với phần lời cũng của Spencer. Tác phẩm nhạc kịch soạn năm 1994 của Menken dựa trên vở nhạc kịch cổ điển A Christmas Carol của Charles Dickens, với phần lời của Lynn Ahrens và được Mike Ockrent sắp xếp cho biểu diễn, lần đầu ra mắt công chúng tại nhà hát Paramount Theater ở Madison Square Garden. Buổi biểu diễn đã thành công vang dội và ngày nay đang trở thành một sự kiện tổ chức thường niên ở New York. Menken nhận được đề cử cả hai giải Tony Award và Drama Desk Award cho phần âm nhạc của phiên bản nhạc kịch trên sân khấu của Người đẹp và quái vật được công chiếu tại Broadway vào năm 1994.
Tuy nhiên, Menken được biết đến nhiều nhất bởi sự cộng tác hơn hai thập kỉ qua của ông với Walt Disney Pictures biên soạn âm nhạc cho rất nhiều phim, trong đó có loạt phim hoạt hình cổ điển dựa trên những câu chuyện cổ tích của Walt Disney Feature Animation Nàng tiên cá, Người đẹp và quái vật, Aladdin, Pocahontas, The Hunchback of Notre Dame, Hercules, Home on the Range, và gần đây nhất, là bộ phim hoạt hình thứ 50 trong series này của Disney sản xuất vào năm 2010 Nàng công chúa tóc mây (Tangled). Ông cũng biên soạn phần nhạc cho một số phim người đóng của Disney bao gồm Newsies (1992) và Chuyện thần tiên ở New York (Enchanted) (2007). Menken đã nhận được cả hai giải Oscar cho "Nhạc phim gốc hay nhất" và "Bài hát gốc hay nhất" cho bốn trong số các dự án trên. Với tám giải Oscar (bốn cho "Nhạc phim gốc hay nhất" và bốn cho "Bài hát gốc hay nhất"), mới chỉ có nhà soạn nhạc Alfred Newman (chín giải) và Walt Disney (22 giải) giành được nhiều giải Oscar hơn Menken. Ông được xếp ở vị trí thứ ba cùng với nhà thiết kế phục trang Edith Head. Hiện ông đang nắm giữ kỉ lục người hiện đang còn sống giành được nhiều giải nhất. Ông được trao danh hiệu Huyền thoại của Disney vào năm 2001.
Một phiên bản nhạc kịch của Nàng tiên cá được mở cửa công chiếu ở Broadway vào tháng 1 năm 2008 và ở châu Âu vào tháng 6 năm 2012. Tác phẩm Sister Act the Musical của Menken được sản xuất ở London (2009) và biểu diễn ở Broadway vào mùa xuân năm 2011. Ông đã được đề cử giải Tony Award cho "Nhạc phim hay nhất" với tác phẩm này.
Menken nhận được ngôi sao thứ 2.422 trên Đại lộ Danh vọng Hollywood vào ngày 10 tháng 11 năm 2010.
Hiện ông đang làm việc với một vở nhạc kịch trên sân khấu phỏng theo The Hunchback of Notre Dame, Newsies và Aladdin.
Vào tháng 12 năm 2010, ông là khách mời trong chương trình truyền hình giải đố mới của đài NPR Wait Wait... Don't Tell Me!.
Vào tháng 1 năm 2013, ông là khách mời đặc biệt trong festival thường niên của nhà hát Junior Theatre Festival ở Atlanta, GA. Ông đã có một buổi biểu diễn đặc biệt cho những người đến xem, trong đó có một bản liên khúc và một số bài hát được trích từ nhiều tác phẩm, cùng với đó là buổi nói chuyện về quá trình sáng tạo nghệ thuật của mình. Tại đây, ông cũng được vinh danh với giải thưởng Freddie G. Award cho những thành công đạt được trong lĩnh vực nhạc kịch của mình. Khi nhận giải, ông được mọi người tán dương bằng bài hát "Be our Guest" được chơi bởi một nhóm nghệ sĩ đã được chọn lọc.
Menken đã kết hôn với Janis Roswick-Menken từ năm 1972, và họ có hai người con gái.

## Sự nghiệp điện ảnh

### Nhạc nền phim và các bài hát
- Nàng tiên cá 1989 (hai giải Oscar)
- Người đẹp và quái vật 1991 (hai giải Oscar)
- Newsies 1992
- Aladdin 1992 (hai giải Oscar)
- Life with Mikey 1993
- Pocahontas 1995 (hai giải Oscar)
- The Hunchback of Notre Dame 1996 (đề cử giải Oscar)
- Hercules 1997 (đề cử giải Oscar)
- Pippi Longstocking 1997
- Home on the Range 2004
- Noel 2004
- The Shaggy Dog 2006
- Chuyện thần tiên ở New York (Enchanted) 2007 (đề cử giải Oscar)
- Nàng công chúa tóc mây (Tangled) 2010 (đề cử giải Oscar) (giải Grammy)
- Mirror Mirror 2012
- The Samurai 2013 (giải Grammy)
- Lidsville 2014

### Chỉ có các bài hát
- Little Shop of Horrors (toàn bộ nhạc phim, phần nhạc nền bởi Miles Goodman) 1986 (đề cử giải Oscar)
- Who Framed Roger Rabbit (bài hát "This Only Happens in the Movies", nhạc nền bởi Alan Silvestri) 1988 (phần trước phim không được sản xuất)
- Polly (bài hát "By your side", phần nhạc nền bởi Joel McNeely) 1989
- Rocky V (bài hát "The Measure of a Man", phần nhạc nền bởi Bill Conti) 1990
- Home Alone 2: Lost in New York (bài hát "My Christmas Tree", phần nhạc nền bởi John Williams) 1992
- Captain America: The First Avenger (bài hát "Star Spangled Man", phần nhạc nền bởi Alan Silvestri) 2011
- Jock of the Bushveld (hai phiên bản của bài hát "Howling at the Moon", phần nhạc nền bởi Klaus Badelt và Ian Honeyman) 2012

### Chương trình truyền hình
- Sesame Street [các bài hát "Grouchelot", "It's Gonna Get Dirty Again," "Snuffle Friends," "Martian Family (Yip Yip Song)," và "Todos un Pueblo"] 1989-1990
- Cartoon All-Stars to the Rescue (người giám sát âm nhạc; với bài hát "Wonderful Ways to Say No") 1990
- A Christmas Carol 2004
- The Neighbors (2012 TV series)- S01E20 "Sing Like a Larry Bird" (3 bài hát theo phong cách Broadway "Broadway Alien song", "Giselle", "Broadway Alien song" (Reprise)] 2013 (Đề cử giải Emmy)
- Galavant (2013 TV series)- S01E01

## Nhạc kịch
- God Bless You, Mr. Rosewater nhà hát WPA Theatre, tháng 5 năm 1979 và nhà hát Entermedia Theater, tháng 10 năm 1979
- Little Shop of Horrors Off Broadway năm 1982 và phiên bản diễn lại tại Broadway năm 2003
- Weird Romance năm 1992 ở Off Broadway và phiên bản diễn lại năm 2007 bao gồm hai bài nhạc kịch một màn "Girl who was Plugged in" và "Her Pilgrim Soul"
- Aladdin, Jr. 1992, vở nhạc kịch một màn, năm cảnh phỏng theo bộ phim hoạt hình của Disney "Aladdin".
- Beauty and the Beast tại Broadway năm 1994 (đề cử giải Tony)
- A Christmas Carol biểu diễn trong kì nghỉ ở Perennial (10 năm) nhà hát The Theatre ở Madison Square Garden 1994-2003
- King David 1997
- Der Glöckner von Notre Dame vở nhạc kịch của Đức năm1999
- The Little Mermaid Broadway 2008/ châu Âu 2012 (đề cử giải Tony)
- Sister Act the Musical khu Tây London 2009, Broadway 2011 (đề cử giải Tony)
- Leap of Faith 2010 Los Angeles, Broadway 2012
- Newsies vở nhạc kịch sân khấu Papermill Playhouse 2011, Broadway 2012 (giành giải Tony)
- Aladdin Broadway 2014

### Tác phẩm khác
- Beauty and the Beast Live on Stage - buổi biểu diễn sân khấu ở Disney's Hollywood Studios, Walt Disney World
- Disney's Aladdin: A Musical Spectacular - buổi biểu diễn sân khấu ở Disney California Adventure Park
- The Hunchback of Notre Dame - buổi biểu diễn sân khấu ở Disney's MGM Studios, Walt Disney World
- The Little Mermaid: Ariel's Undersea Adventure - buổi biểu diễn đặc biệt ở Disney California Adventure Park
- Sindbad's Storybook Voyage featuring "Compass of your Heart" - buổi biểu diễn đặc biệt ở Tokyo DisneySea, Tokyo Disney Resort
- ''Someone Wrote that song'' - Phim âm nhạc cho kênh YouTube của Dramatists Guild of America

## Các dự án sắp tới
- Disney đã công bố rằng Der Glöckner Von Notre Dame, một vở nhạc kịch chuyển thể dành cho sân khấu từ bộ phim The Hunchback of Notre Dame của Disney có thể sẽ đến với sân khấu Broadway trong một vài năm tới. Mặc dù phần âm nhạc mở rộng và các bài hát mới cùng với phần lời của Stephen Schwartz đã được hoàn tất cho lần ra mắt đầu tiên vào năm 1999 ở Đức, buổi biểu diễn này đang được hoàn chỉnh lại phục vụ các khán giả ở Hoa Kỳ.
- Một phiên bản nhạc kịch ở Broadway của bộ phim Aladdin do Disney sản xuất, cùng với một cuốn sách của Chad Beguelin. Các ca khúc sẽ bao gồm các bài đã được thể hiện trong phim, cùng với một số trích đoạn được viết bởi cả Howard Ashman và Tim Rice. Aladdin: The New Stage Musical được công diễn ở nhà hát 5th Avenue Theatre tại Seattle, Washington từ ngày 7 – 31 tháng 7 năm 2011."[8]
- Menken cùng với người cộng tác của mình trong Weird Romance David Spencer biên soạn vở nhạc kịch The Apprenticeship of Duddy Kravitz, hiện đang ở Canada.[6]

## Giải thưởng

### Các giải và đề cử giải Oscar
- 1987
  - Đề cử, "Bài hát gốc hay nhất" (cùng với Howard Ashman) - "Mean Green Mother from Outer Space", trong phim Little Shop of Horrors
- 1990
  - Đoạt giải, "Nhạc phim gốc hay nhất" - Nàng tiên cá
  - Đoạt giải, "Bài hát gốc hay nhất" (cùng với Howard Ashman) - "Under the Sea", trong phim Nàng tiên cá
  - Đề cử, "Bài hát gốc hay nhất" (cùng với Howard Ashman) - "Kiss the Girl", trong phim Nàng tiên cá.
- 1992
  - Đoạt giải, "Nhạc phim gốc hay nhất" - Người đẹp và quái vật
  - Đoạt giải, "Bài hát gốc hay nhất" (cùng với Howard Ashman) - Beauty and the Beast, trong phim Người đẹp và quái vật
  - Đề cử, "Bài hát gốc hay nhất" (với Howard Ashman) - "Belle", trong phim Người đẹp và quái vật
  - Đề cử, "Bài hát gốc hay nhất" (cùng với Howard Ashman) - "Be Our Guest", trong phim Người đẹp và quái vật
- 1993
  - Đoạt giải, "Nhạc phim gốc hay nhất" - Aladdin
  - Đoạt giải, "Bài hát gốc hay nhất" (cùng với Tim Rice) - "A Whole New World", trong phim Aladdin
  - Đề cử, "Bài hát gốc hay nhất" (cùng với Howard Ashman) - "Friend Like Me", trong phim Aladdin
- 1996
  - Đoạt giải, "Bài hát gốc hay nhất" (cùng với Stephen Schwartz) - "Colors of the Wind", trong phim Pocahontas
  - Đoạt giải, "Nhạc phim gốc hay nhất cho một bộ phim nhạc kịch/hài kịch" (cùng với Stephen Schwartz) - Pocahontas
- 1997
  - Đề cử, "Nhạc phim gốc hay nhất cho một bộ phim nhạc kịch/hài kịch (cùng với Stephen Schwartz) - The Hunchback of Notre Dame
- 1998
  - Đề cử, "Bài hát gốc hay nhất" (cùng với David Zippel) - "Go the Distance", trong phim Hercules
- 2008
  - Đề cử, "Bài hát gốc hay nhất" (cùng với Stephen Schwartz) - "Happy Working Song", trong phim Chuyện thần tiên ở New York (Enchanted)
  - Đề cử, "Bài hát gốc hay nhất" (cùng với Stephen Schwartz) - "So Close", trong phim Chuyện thần tiên ở New York (Enchanted)
  - Đề cử, "Bài hát gốc hay nhất" (cùng với Stephen Schwartz) - "That's How You Know", trong phim Chuyện thần tiên ở New York (Enchanted)
- 2011
  - Đề cử, giải "Bài hát gốc hay nhất" (cùng với Glenn Slater) - I See the Light trong phim Nàng công chúa tóc mây (Tangled)

### Giải và đề cử giải Quả cầu vàng
- 1990
  - Đoạt giải, "Nhạc phim gốc hay nhất" cho phim Nàng tiên cá
  - Đoạt giải, "Bài hát gốc hay nhất" (cùng với Howard Ashman) - phim - "Under the Sea" trong phim Nàng tiên cá
  - Đề cử, "Bài hát gốc hay nhất" (cùng với Howard Ashman) - phim - "Kiss the Girl" trong phim Nàng tiên cá''
- 1992
  - Đoạt giải, "Nhạc phim gốc hay nhất" cho phim Người đẹp và quái vật
  - Đoạt giải, "Bài hát gốc hay nhất" (cùng với Howard Ashman) cho ca khúc Beauty and the Beast, trong phim Người đẹp và quái vật
  - Đề cử, "Bài hát gốc hay nhất" (cùng với Howard Ashman) cho ca khúc Be Our Guest, trong phim Người đẹp và quái vật
- 1993
  - Đoạt giải, "Nhạc phim gốc hay nhất" cho phim Aladdin
  - Đoạt giải, "Bài hát gốc hay nhất" (cùng với Tim Rice) - "A Whole New World", trong phim Aladdin
  - Đề cử, "Bài hát gốc hay nhất" (cùng với Howard Ashman) cho ca khúc Friend Like Me, trong phim Aladdin
  - Đề cử, "Bài hát gốc hay nhất" (cùng với Howard Ashman) cho ca khúc Prince Ali trong phim Aladdin
- 1996
  - Đoạt giải, "Bài hát gốc hay nhất" (cùng với Stephen Schwartz) cho ca khúc "Colors of the Wind" trong phim Pocahontas
  - Đề cử, "Nhạc phim gốc hay nhất" cho phim Pocahontas
- 1997
  - Đề cử, "Nhạc phim gốc hay nhất" cho phim The Hunchback of Notre Dame
- 1998
  - Đề cử, "Bài hát gốc hay nhất" (cùng với David Zippel) - Go the Distance trong phim Hercules
- 2008
  - Đề cử, "Bài hát gốc hay nhất" (cùng với Stephen Schwartz) - That's How You Know trong phim Chuyện thần tiên ở New York (Enchanted)
- 2011
  - Đề cử, "Bài hát gốc hay nhất" (cùng với Glenn Slater) - I See the Light trong phim Nàng công chúa tóc mây (Tangled)

### Giải Grammy
Menken đã giành được mười một giải Grammy, trong đó có giải thưởng cho "Bài hát của năm" vào năm 1993. Giải Grammy gần đây nhất của ông là giải "Bài hát viết cho sản phẩm truyền thông đa phương tiện hay nhất" cho bài hát I See the Light trong phim Nàng công chúa tóc mây (2010).

### Giải Tony
- 1994 Đề cử "Nhạc nền gốc hay nhất" - vở nhạc kịch Người đẹp và quái vật
- 2008 Đề cử "Nhạc nền gốc hay nhất" - vở nhạc kịch Nàng tiên cá
- 2011 Đề cử "Nhạc nền gốc hay nhất" - vở nhạc kịch Sister Act
- 2012 Đoạt giải "Nhạc nền gốc hay nhất - vở nhạc kịch Newsies

### Giải Emmy
- 2013 Đề cử, Âm nhạc và lời bài hát gốc xuất sắc - The Neighbors[10]

### Giải Drama Desk
- 1983 "Phần âm nhạc xuất sắc" - vở nhạc kịch Little Shop of Horrors [đề cử]
- 1994 "Phần âm nhạc xuất sắc" - vở nhạc kịch Người đẹp và quái vật [đề cử]
- 2011 "Phần âm nhạc xuất sắc" - vở nhạc kịch Sister Act [đề cử]
- 2012 "Phần âm nhạc xuất sắc" - vở nhạc kịch Newsies [đoạt giải]
- 2012 "Phần âm nhạc xuất sắc" - vở nhạc kịch Leap of Faith [đề cử]

### Các giải thưởng khác
- Giải Golden Raspberry Awards năm 1992 - Newsies [winner]
- 2001 Huyền thoại của Disney
- 2013 Giải Freddie G. Award cho những đóng góp xuất sắc trong nhạc kịch